# Sociální adaptace
Sociální adaptace je interakční proces odehrávající se mezi subjektem adaptace (jedinec, sociální útvar) a sociálním prostředím, kterým se subjekt adaptace vyrovnává s novými nebo změněnými faktory sociálního prostředí, a do tohoto prostředí se začleňuje. Jedinec nebo skupina upravuje své chování tak, aby zapadl do změněného kulturního či sociálního prostředí. Adaptace může vést až k asimilaci.
V sociologii byl pojem převzat nejdříve organistickými školami, které se soustředili na práci s analogií společnosti a živého organismu. 
Nejvýznamnější a první sociální skupinou, v níž se člověk adaptuje na život ve společnosti, je rodina. Ta jedinci vštěpuje jazyk, normy chování, morální hodnoty, poskytuje vzory. Samotná adaptace probíhá pasivně (přebíráním) ale i aktivně, když sám jedinec ve větší či menší míře ovlivňuje sociální skupinu a samotnou společnost. Sociální adaptace je trvalý, celoživotní proces. Její stupeň je do značné míry individuální: některé složky sociálního prostředí může jedinec či skupina přijmout, jiné může odmítat, a to na vědomé i podvědomé úrovni. Samotná změna sociálního prostředí může být skutečná, nebo jen zdánlivá, rovněž objektivní stupeň její změny může jednotlivec či sociální skupina vnímat různě. Významný vliv v této oblasti mají dnes především masmédia.